# Маджлис
Маджлис (на арабски: مجلس – дословно „място на събиране; събрание, съвет“), също (диалектно на арабски, както и в редица тюркски и повлияни езици) Меджлис и в производни форми, е наименованието на законодателния орган (парламент) на редица страни, главно арабски и други мюсюлмански (Турция, Иран, Азербайджан), и народи (Меджлис на кримските татари).
Може да означава не само постоянно професионално събрание на депутати, но и постоянен или временен съвещателен орган (съвет) при владетел или обществен, за обсъждане на определени въпроси – управленски, социални, религиозни и др.
Меджлис е също наименованието на мястото на събиране на такъв орган, включително и неговата сграда.